# AMV

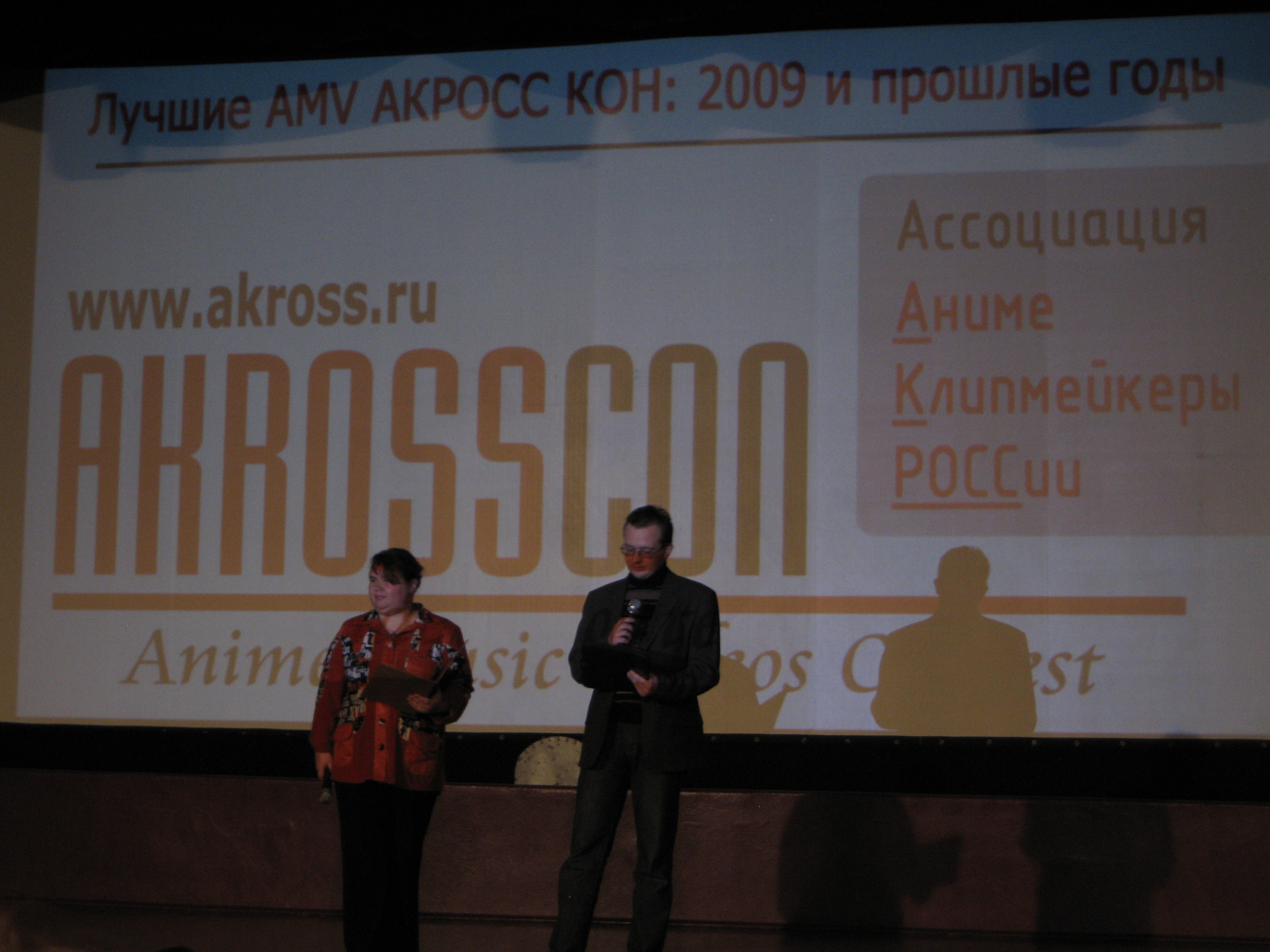
Показ AMV-клипов в кинотеатре в Твери

AMV (сокр. от англ. anime music video) — любительский музыкальный видеоклип, созданный с использованием фрагментов из аниме или японских видеоигр и любой музыкальной композиции, и дальнейшей обработкой конечного продукта в видеоредакторе (добавления видео- и аудиоэффектов и т. д.). Также стоит учесть, что, в свою очередь, в AMV зачастую используется минимальное количество эффектов, длина видео зависит от длины песни, а это значительно отличает его от Anime Edit (многие новички часто путают эти два термина). Допускаются также другие исходные материалы, например, собственная анимация, рисунки или живое видео, но они не должны быть основными.
К AMV не относятся работы, в основе которых лежат кадры кинофильмов и не японских мультфильмов и игр, также как и профессиональные работы, использующие кадры существующих аниме, например, Wamdue Project — King of My Castle, тем более с полностью оригинальной анимацией, как On Your Mark Хаяо Миядзаки.
Клипы на кадры из японских видеоигр выделяют в подвид game music videos, или GMV.

## История AMV
История AMV началась в сообществе американских любителей аниме и научной фантастики. Считается, что первое AMV было сделано в 1982 году Джимом Капостасом (англ. Jim Kaposztas) на аниме Gundam и песню «Mr Roboto» (по версии Патрика Мациаса (Patrick Macias), это были аниме Star Blazers и песня «All You Need Is Love» группы The Beatles). В это время основной задачей аниме-клипов было занять остатки места на видеокассетах с фэнсабом. В доцифровую эпоху целый ряд технических факторов сдерживал развитие AMV как самостоятельного и популярного фэндома. Во-первых, на протяжении 80-х и первой половины 90-х годов инструментом для создания AMV служил линейный монтаж на двух видеомагнитофонах. Этот метод был долгим и утомительным, не давал возможности точно совмещать музыку и видео или создавать спецэффекты. Во-вторых, было трудно достать качественный исходный материал, так как аниме в основном распространялось на VHS-видеокассетах с любительскими субтитрами. В-третьих, разбросанные по разным городам создатели AMV не имели удобного средства коммуникации, и встречались обычно только на аниме-фестивалях.
Всё изменилось с приходом компьютеров, программ нелинейного видеомонтажа и Интернета. Какое-то время монтаж осуществлялся уже на компьютере, но исходное видео получали всё ещё с VHS через карты видеозахвата. Однако с началом нового века все перешли к DVD-рипам. С этого момента технология создания AMV уже не менялась. В российских условиях, ввиду малой распространённости аниме на DVD, зачастую используются готовые raw-рипы или фэнсабы.
Одновременно со средствами создания AMV клипмейкеры получили и средство их распространять и обсуждать — Интернет. Начиналось всё со списков рассылки и университетских серверов, но уже в 2000 году был организован сайт animemusicvideos.org, поставивший задачу собрать в свой каталог все когда-либо созданные AMV. Вокруг этого сайта сформировалось большое интернациональное сообщество аниме-клипмейкеров и всех, интересующихся AMV. Не потеряли своей значимости и аниме-фестивали. Сегодня на Западе почти все крупнейшие амв-конкурсы проводятся в рамках фестивалей.

## AMV в России
Отечественное AMV-движение родилось намного позже американского, причём сразу в Интернете. В 2001 году появились первые отдельные сайты, а в декабре 2002 года был создан сайт akross.ru (АнимеКлипмейкеры России, позднее Ассоциация анимеКлипмейкеров России), ставший крупной и авторитетной площадкой для русскоязычных клипмейкеров. Акросс ежегодно проводит самый престижный российский AMV-конкурс — Akross Con.
Позднее, в 2006 году, открылся сайт AMVNews.ru, ориентирующийся в основном не на авторов AMV, а на зрителей. На этом сайте регулярно выкладываются примечательные клипы со всего мира. AMVNews ежегодно проводит несколько тематических конкурсов и один общий — Big Contest, собирающий сотни участников.

## AMV и закон
Используемые в AMV видео- и аудиоматериалы защищены российскими и международными законами об охране результатов интеллектуальной деятельности. В большинстве развитых стран создание AMV может рассматриваться как использование защищённого произведения в личных целях, но распространение всё равно остаётся незаконным. Однако если рассматривать вопрос не с формально-юридической точки зрения, то ситуация становится неоднозначной.
Профессор-правовед Лоуренс Лессиг приводит AMV в качестве примера  ещё одной современной формы народной культуры, которая в доцифровую эпоху не регулировалась с помощью законов, так как это было технически невозможно, да и не нужно, ведь любительские произведения никак не конкурировали с профессиональными. Теперь же и те и другие оказались в едином информационном пространстве, и закон, созданный ранее для регулирования коммерческих отношений, фактически делает нелегальным огромный пласт народной культуры, ценность которого для общества, вполне возможно, не меньше того, что могли бы выиграть правообладатели от неукоснительной защиты их собственности. В книге «Свободная культура» Лессиг рассказывает об одновременном процветании официальной манги и додзинси, которые аналогично AMV являются производными работами, в которых оригиналы видоизменяются и дополняются. Японские издатели не преследуют авторов додзинси. Некоторые объясняют это тем, что додзинси подстёгивают развитие официальной манги, увеличивают продажи, и это выгодно рынку. Тем не менее сами издатели говорят, что у них просто недостаточно адвокатов для предъявления исков всем нарушителям.
За всё время существования посвящённых AMV сайтов известен один случай недовольства правообладателей. Лейбл Wind-up Records потребовал от AnimeMusicVideos.org удалить все клипы на музыку групп Evanescence, Creed и Seether. Что и было сделано: создатель AnimeMusicVideos.org заблокировал около 2000 видеороликов.
Гораздо чаще любители AMV сталкиваются с проблемами на популярных видеохостингах, таких как Youtube. Издатели и дистрибьюторы аниме и музыки борются с нелегальным распространением своей продукции, а именно с выкладыванием полных копий песен и эпизодов сериалов. Зачастую удаляются также и различные ремиксы, использующие этот материал, но это не обязательно означает, что кто-то действительно возражает против AMV, так как блокировки могут происходить благодаря автоматической системе распознавания нелегального контента, которая не способна различать тонкости каждого конкретного случая. Некоторые правообладатели, напротив, открыто подтверждают, что закрывают глаза на фанатское творчество, так как оно способствуют популяризации используемых музыки и аниме. А отдельные группы и издатели аниме даже проводили конкурсы AMV, созданных на основе предоставленных ими материалов. Например, Boom Boom Satellites делали это совместно с Sony Computer Entertainment и AnimeMusicVideos.org; группа Unreal — совместно с Akross.ru и МС Entertainment, а группа ОН! — вместе с AMVNews.